# WikiZnanie
WikiZnanie (em russo: ВикиЗнание) é uma enciclopédia WikiWiki em idioma russo que usa a licença FreeBSD Documentation License, criada em 2003. Usa o software MediaWiki. O nome deriva das palavras wiki e znanie, que em russo significa conhecimento. 
Em 2006, a WikiZnanie continha mais de 1 000 artigos. Em Junho de 2007, a WikiZnanie tinha mais de 109.000 artigos (em comparação com mais de 196.000 da Wikipedia russa). A maior parte (cerca de 95-98%) do seu conteúdo vem de Brockhaus e Efron Encyclopedic Dictionary, que foi publicado na Rússia Imperial, entre 1890-1906. 
A WikiZnanie difere da Wikipedia pelo projeto de licenciamento ao abrigo da BSL DPL (em vez da GFDL) e a exibição de anúncios comerciais em páginas de artigos. Ele também permitem fontes primárias. Seus servidores estão em Moscou para um acesso mais rápido às páginas no território russo e utiliza anúncios para garantir apoio financeiro. 
O autor e webmaster do projeto é Andrey Vovk.